# Arquidiocese de Rimouski
A Arquidiocese de Rimouski (Archidiœcesis Sancti Germani) é uma circunscrição eclesiástica da Igreja Católica situada em Rimouski, Quebéc, Canadá. Seu atual arcebispo é Denis Grondin. Sua Sé é a Catedral São Germano de Rimouski.
Possui 105 paróquias servidas por 93 padres, contando com 149.800 habitantes, com 98,1% da população jurisdicionada batizada.

## História
A diocese de Saint-Germain de Rimouski foi eregida em 15 de janeiro de 1867, recebendo o território da arquidiocese de Quebec.
Em 29 de maio de 1882 cede uma parte do próprio território em vantagem da ereção da prefeitura apostólica do Golfo de São Lourenço (atual diocese de Baie-Comeau), quando em 5 de maio de 1922 cede uma outra parte do território em vantagem da ereção da diocese de Gaspé.
Em 9 de fevereiro de 1946 em virtude da bula Universi gregis do Papa Pio XII é elevada ao posto de arquidiocese metropolitana.

## Prelados
| #                   | Nome                                     | Período    | Notas               |
| Arcebispos          | Arcebispos                               | Arcebispos | Arcebispos          |
| ------------------- | ---------------------------------------- | ---------- | ------------------- |
| 7º                  | Denis Grondin                            | 2015-atual |                     |
| 6º                  | Pierre-André Fournier †                  | 2008-2015  |                     |
| 5º                  | Bertrand Blanchet                        | 1992-2008  |                     |
| 4º                  | Joseph Gilles Napoléon Ouellet, P.M.E. † | 1973-1992  |                     |
| 3º                  | Louis Lévesque †                         | 1967-1973  |                     |
| 2º                  | Charles Eugène Parent †                  | 1951-1967  |                     |
| 1º                  | Georges-Alexandre Courchesne †           | 1946-1950  |                     |
| Arcebispo-coadjutor |                                          |            |                     |
|                     | Louis Lévesque                           | 1964-1967  |                     |
| Bispo-auxiliar      |                                          |            |                     |
|                     | Charles Eugène Parent                    | 1944-1951  | Elevado a Arcebispo |
| Bispo               |                                          |            |                     |
| 4º                  | Georges-Alexandre Courchesne †           | 1928-1946  |                     |
| 3º                  | Joseph-Romuald Léonard †                 | 1919-1926  |                     |
| 2º                  | André-Albert Blais †                     | 1891-1919  |                     |
| 1º                  | Jean-Pierre-François Laforce-Langevin †  | 1867-1891  |                     |
| Bispos-coadjutores  |                                          |            |                     |
|                     | André-Albert Blais                       | 1889-1891  |                     |